# Philodromus panganii
Philodromus panganii är en spindelart som beskrevs av Lodovico di Caporiacco 1947. Philodromus panganii ingår i släktet Philodromus och familjen snabblöparspindlar. Inga underarter finns listade i Catalogue of Life.